# Кырс
 Кырс — деревня в Усть-Вымском районе Республики Коми в составе сельского поселения  Кожмудор. 

## География
Расположена на левобережье Вычегды на расстоянии менее 5 км по прямой от районного центра села Айкино на юго-восток.  

## История
Известна с 1586 года как деревня Карса с 12 дворами, имелась деревянная часовня. В 1608 насчитывалось 14 дворов, в 1646 27 дворов. В начале 1995 года проживало 44 человека в 28 хозяйствах. Ныне находится на грани потери постоянного населения.

## Население
Постоянное население  составляло 21 человек (коми 90%) в 2002 году, 12 в 2010 .